# 田端新町
田端新町（たばたしんまち）は、東京都北区の町名。現行行政地名は田端新町一丁目から田端新町三丁目。住居表示実施済区域。郵便番号114-0012（集配局 : 王子郵便局）。

## 地理
東京都北区・滝野川地区の最東端に位置する。荒川区との区境にあたり、北部で荒川区西尾久、東部で荒川区東尾久、南部で荒川区西日暮里、西部で東田端と接する。町域内は小工場及び商業地を含む住宅地であり、南北に尾久橋通り、南東から北西に明治通りが通り、南部の田端新町一丁目交差点で交わっている。また、北西部の田端新町三丁目交差点では東京都道458号白山小台線（小台大通り）と交わっている。町域全体は明治通りに沿って南東から北西に伸び、西縁は宇都宮線・高崎線（東北本線の尾久駅経由の支線）で東田端と隔てられているが、5か所の自動車が往来できるガードをくぐって往来が可能である。
町域内に駅は存在しないが、西側にある東日本旅客鉄道（JR東日本）山手線・京浜東北線の田端駅、北東にある東京都交通局日暮里・舎人ライナーの赤土小学校前駅、南東にある京成本線の新三河島駅、南側にあるJR山手線・京浜東北線・東京メトロ千代田線と日暮里・舎人ライナーの西日暮里駅をそれぞれ徒歩で利用することができる。また、一丁目にむつみ通り商店会、二丁目に田端新町本通り商店会、二・三丁目の境に田端新町仲通り商店会（1975年（昭和50年）5月以前は田端新町仲通会）がある。

### 地価
住宅地の地価は、2025年（令和7年）1月1日の公示地価によれば、田端新町2-16-7の地点で68万円/m2となっている。

## 歴史
江戸期、この区域は田端村の一部であり、村を大きく二分した西側・崖上の上田端と東側・崖下の下田端に二分されていたうち下田端の東半分にあたる。下田端の西半分は現在の東田端にあたる。さらに細かく分けられた小名としてマガツト・神木等の一部にあたっていた。田端から小台の渡しを通って西新井大師に向かう参道が現在の旧小台通りにあたり、この地は中途にあった。
幕末に彰義隊が山谷（田端新町三丁目交差点付近）に落ちのびた際に人家の前に濡れた筵を垂れて戦ったが利あらずとみて、自分達の服装と農民の衣服を取りかえて去ったという証言が残されている。また、彰義隊が去った後に官軍が来て、仔細を聞いて去ったと言われている。
1889年（明治22年）に町村制が施行されると、この区域は北豊島郡滝野川村大字田端のうち字神ノ木、字山谷前、字井堀、字井堀附、字與美、字満かつと（満加津登）等となった。1913年（大正3年）10月1日に滝野川村が町制施行し滝野川町になった後も、それぞれの小字であり続けた。 
1930年（昭和5年）5月、滝野川町の大字として田端新町が誕生した。東京市の設置した町界町名地番整理委員会によって新たに編入される予定の20区の町村に対し、「鉄道・軌道または道路、河川などによって区分統合し、旧町はなるべく旧称を尊重する」という大方針及び委員会の定めた6方針のうち「（ハ）　大字をもって地番区域とする町村界整理は、大字の区域をもって新町とすること、大字の区域があまりに広く、一般に小字を使用しているもの、または数小字を総称する地方名のあるときは一小字または数小字の区域を持って新町とすること。大字の一部がほかの大字に散在し、または他町村に飛地している場合は前項にならう」との方針によって、東北本線尾久支線以東の滝野川町内、旧来の下田端の大半を田端新町一～三丁目とした。1932年（昭和7年）10月1日 、滝野川区の町となる。既に地番整理済みだったため、町名、地番とも変更がなかった。
関東大震災後及び滝野川区が形成されて以降、殊に1938年（昭和12年）以降は軍用地が多くを占めた台地部に対して田端新町をはじめとする低地部は民間工業を中心とする工業地帯として発展した。1942年（昭和17年）以降は第二次世界大戦の激化により一般工場の軍需工場化および大小の軍需産業の流入が起き、昭和町及び堀船に続く工場密集地帯となった。終戦後、1947年（昭和22年）3月15日になると北区成立のため、北区田端新町一～三丁目となった。また1966年（昭和41年）2月1日に住居表示が実施された。交通の便が良いこともあり、密集した小工場は住宅地や高層マンションに置き換わり、明治通り沿いの機械問屋街も次第に住宅地に転換している。

### 沿革
- 1889年（明治22年） - 町村制施行のため、北豊島郡滝野川村大字田端の字神ノ木をはじめとする各小字となる。
- 1913年（大正2年）10月1日 - 滝野川村が町制施行し、北豊島郡滝野川町大字田端の各小字となる。
- 1930年（昭和5年）5月 - 東京市による周辺町村の編入準備のため、滝野川町大字田端新町一～三丁目が成立。
- 1932年（昭和7年）10月1日 - 滝野川町が東京市に編入され、東京市滝野川区田端新町一～三丁目となる
- 1943年（昭和18年）7月1日 - 東京都制施行のため、東京都滝野川区田端新町一～三丁目となる。
- 1947年（昭和22年）3月15日 - 北区成立のため、東京都北区田端新町一～三丁目となる。
- 1966年（昭和41年）2月1日 - 住居表示が実施される。

### 史跡
- 神ノ木稲荷社 - 田端新町三丁目交差点付近で明治通り及び旧小台通りに面した橋本屋酒店の庭に存在する。かつては北田端新町郵便局付近の字神ノ木に泥池があり、この近くに神ノ木稲荷が所在したが、人家の増加及び東北本線の拡張により泥池は埋められ、線路脇の土堤となった。この際に橋本屋酒店の当時の主人、鈴木喜三郎が庭に移しこれを祀った。この神ノ木稲荷社には異名があり、現在の尾久駅構内に比丘尼山とよばれた貝塚があり、この比丘尼山に建てた一軒家に住む尼僧達が得度する際に剃った髪を神ノ木稲荷社に奉納したため、黒髪山と呼ばれた[13]。

## 世帯数と人口
2023年（令和5年）1月1日現在（東京都発表）の世帯数と人口は以下の通りである。
| 丁目           | 世帯数    | 人口    |
| -------------- | --------- | ------- |
| 田端新町一丁目 | 1,905世帯 | 2,921人 |
| 田端新町二丁目 | 1,706世帯 | 2,718人 |
| 田端新町三丁目 | 1,910世帯 | 3,058人 |
| 計             | 5,521世帯 | 8,697人 |

### 人口の変遷
国勢調査による人口の推移。
| 年                 | 人口  |
| ------------------ | ----- |
| 1995年（平成7年）  | 6,329 |
| 2000年（平成12年） | 6,313 |
| 2005年（平成17年） | 6,929 |
| 2010年（平成22年） | 7,670 |
| 2015年（平成27年） | 8,277 |
| 2020年（令和2年）  | 8,635 |

### 世帯数の変遷
国勢調査による世帯数の推移。
| 年                 | 世帯数 |
| ------------------ | ------ |
| 1995年（平成7年）  | 3,019  |
| 2000年（平成12年） | 3,217  |
| 2005年（平成17年） | 3,804  |
| 2010年（平成22年） | 4,438  |
| 2015年（平成27年） | 5,049  |
| 2020年（令和2年）  | 5,060  |

## 学区
区立小・中学校に通う場合、学区は以下の通りとなる（2023年10月時点）。
| 丁目           | 番地 | 小学校                 | 中学校           |
| -------------- | ---- | ---------------------- | ---------------- |
| 田端新町一丁目 | 全域 | 北区立滝野川第四小学校 | 北区立田端中学校 |
| 田端新町二丁目 | 全域 | 北区立滝野川第四小学校 | 北区立田端中学校 |
| 田端新町三丁目 | 全域 | 北区立滝野川第四小学校 | 北区立田端中学校 |

## 交通

### 鉄道

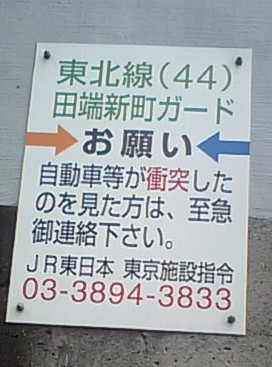
田端新町ガードに取り付けられた看板

- 東京都交通局日暮里・舎人ライナー - 尾久橋通り上の高架を走り、当地は西日暮里駅 - 赤土小学校前駅間にあたる。町域内に駅は設置されていない。東日本旅客鉄道（JR東日本）宇都宮線・高崎線（東北本線の尾久駅経由の支線）は西側の境界線に沿って走るが、東田端地内となっている。しかし、ガードのひとつに「田端新町ガード」と名づけられたものがある。

### バス
- 東京都交通局
  - 田端新町バス停（端44系統）
  - 田端新町1丁目バス停（端44系統/草64系統/里48系統/里48-2系統）
  - 田端新町2丁目バス停（草64系統）
  - 田端新町3丁目バス停（東43系統/草64系統）

### 道路
- 東京都道58号台東川口線（尾久橋通り）
- 東京都道306号王子千住夢の島線（明治通り）
- 東京都道458号白山小台線（小台大通り）
- 旧小台通り
- むつみ通り

## 産業

### 事業所
2021年（令和3年）現在の経済センサス調査による事業所数と従業員数は以下の通りである。
| 丁目           | 事業所数  | 従業員数 |
| -------------- | --------- | -------- |
| 田端新町一丁目 | 132事業所 | 1,349人  |
| 田端新町二丁目 | 97事業所  | 998人    |
| 田端新町三丁目 | 122事業所 | 851人    |
| 計             | 351事業所 | 3,198人  |

### 事業者数の変遷
経済センサスによる事業所数の推移。
| 年                 | 事業者数 |
| ------------------ | -------- |
| 2016年（平成28年） | 363      |
| 2021年（令和3年）  | 351      |

### 従業員数の変遷
経済センサスによる従業員数の推移。
| 年                 | 従業員数 |
| ------------------ | -------- |
| 2016年（平成28年） | 3,129    |
| 2021年（令和3年）  | 3,198    |

## 施設
- 北区立東田端図書館
- 北田端新町郵便局
- 田端新町一丁目睦会会館
- 田端新町三丁目会館
- 田端新町公園
- むつみ公園
- 都営田端新町一丁目アパート

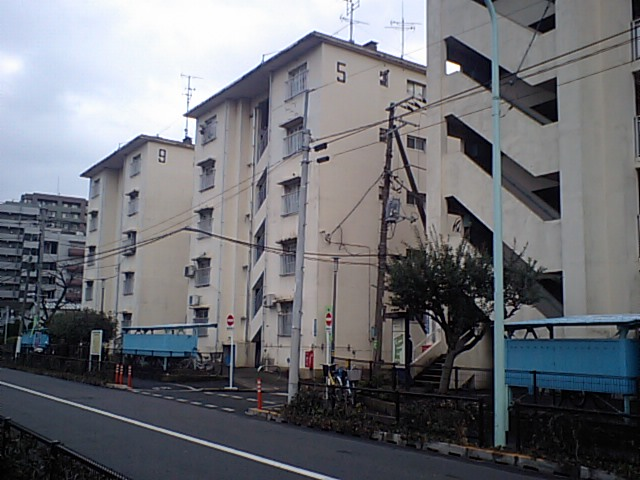
都営田端新町一丁目アパート

- NTT田端尾久ビル・NTT田端テクノビル（旧・田端尾久電話局）
- NTTコミュニケーションズ
- みずほ銀行尾久支店（旧第一勧業銀行三河島支店が前身）

### 現存しない施設
- 北区立新町中学校 - 1955年（昭和30年）に北区立田端中学校の分校として開校し、翌1956年（昭和31年）に北区立新町中学校と改称した。田端新町二丁目。2008年（平成20年）4月に、北区立田端中学校に統合された。
- 東京府東京市田端新町小学校 - 後に新町中学校が開かれる位置に所在した小学校。
- 旧・みずほ銀行尾久支店（旧第一勧業銀行尾久支店が前身。三河島支店に統合され廃止されたが、後に跡地に三河島支店が移転し、その時から「尾久支店」を名乗っており、現在の店舗となった。現在の店舗となってから、旧富士銀尾久支店を前身とする旧尾久橋支店をブランチインブランチとしたのちに統合している）